# Heiner Bomhard
Heiner Bomhard (* 1985 in Mittelfranken) ist ein deutscher Schauspieler, Musiker, Komponist und Regisseur.

## Leben und Wirken
Von 2009 bis 2013 absolvierte Bomhard sein Schauspiel-Studium an der Bayerischen Theaterakademie August Everding in München. Er wirkte in verschiedenen Theater- und Filmproduktionen mit, war Ensemblemitglied am Theater Freiburg. Zudem arbeitet er als Komponist.
Einem breiteren Publikum bekannt geworden ist Bomhard durch seine künstlerische Zusammenarbeit mit Rosa von Praunheim. Im Jahr 2024 gab er sein Regie-Debüt am Theater Münster mit der Inszenierung von Rosa von Praunheims Stück Rex Gildo – Das Musical.
Mit seinem eigenen Theaterstück Ruhm und Ruin war Bomhard zusammen mit der fränkischen Folkband Gankino Circus auf verschiedenen Theaterbühnen unterwegs, unter anderem wurde die Produktion zu den Bayerischen Theatertagen (2024) eingeladen.

## Theater (Als Regisseur)
- 2024: Rex Gildo - Das Musical, Theater Münster
- 2024: Die Insel der Perversen, Deutsches Theater Berlin

## Theater (Als Darsteller – Auswahl)
- 2011: Merlin oder das wüste Land, Metropoltheater München
- 2013: Elternabend, Theater Freiburg
- 2015: Der kleine Ritter Trenk, Theater Freiburg
- 2018: Jeder Idiot hat eine Oma, nur ich nicht, Deutsches Theater Berlin
- 2020: Hitlers Ziege und die Hämorrhoiden des Königs, Deutsches Theater Berlin
- 2022: Die Bettwurst – Das Musical, Bar jeder Vernunft, Berlin

## Film (Als Darsteller – Auswahl)
- 2009: Verschiedene Sorten (Kurzfilm)
- 2015: Mondscheinparty (Kurzfilm)
- 2019: Darkroom – Tödliche Tropfen